# Gran/Ringstad
Gran/Ringstad är en tätort i Grans kommun i Innlandet fylke i sydöstra Norge. Orten ligger vid riksväg 4 och Gjøvikbanan, söder om kommunens centralort Jaren och består av de båda sammanväxta orterna Gran och Ringstad.